# Андре Шастель
Андре Шастель (фр. André Chastel; 15 листопада 1912, Париж — 18 липня 1990, Неї-сюр-Сен) — французький мистецтвознавець, історик італійського Відродження. У Франції його називають «однією з найвпливовіших фігур в історії мистецтва у другій половині XX сторіччя».

## Біографія
Закінчив Еколь Нормаль (1933, агреже 1937), паралельно слухав лекції Анрі Фосійона в Сорбонні. Під впливом від Ервіна Панофскі. Викладав в ліцеї в Гаврі .
Був мобілізований 1939 року, потрапив в полон, був в'язнем концтабору в Люббені. Звільнився 1942 року, продовжив викладацьку діяльність в ліцеях Шартра і Парижа.
Співробітник Інституту мистецтва та археології Сорбонни (1945—1948). Захистив докторську дисертацію по флорентійському мистецтву і гуманізму при Лоренцо Медічі (1950, наук. кер. Оґюстен Реноде). Керівник дослідницького напрямку в Практичній школі вищих досліджень (1951—1978), професор Інституту мистецтва та археології Сорбонни, де працював в 1955—1970 рр., професор Колеж де Франс (1970—1984). Член Академії написів і красного письменства (з 1975). Членкор Британської академії (1976).
Вніс великий внесок в опис і систематизацію культурної спадщини Франції. Постійний співробітник газети Le Monde, засновник кількох журналів з мистецтва: Мистецтво Франції (з 1961), Художній огляд (з 1968). Член численних наукових товариств і академій Франції та Італії. Дружив з багатьма сучасними художниками (Андре Массон, Етьєнн Айду, Нікола де Сталь), писав про них. Серед його учнів — Даніель Аррас, Жан Клер.

## Публікації
- Vuillard, Paris, Floury, 1946.
- Vuillard: peintures, 1890—1930, Paris, Éd. du Chêne, 1948.
- Léonard de Vinci par lui-même, Édit. Nagel, 1952.
- Marsile Ficin et l'art, Droz, Genève, 1954.
- L'Art italien, Paris, Larousse, 1956, 2 vol. (перевид. : 1982, 1989, 1995; ит. пер .: 1957—1958, англ. пер. 1963)
- Боттічеллі Botticelli, Silvana, Milan, 1957.
- Art et humanisme à Florence au temps de Laurent le Magnifique, PUF, 1959 (перевид.. 1961 1982)
- L'Âge de l'humanisme, Éditions de la connaissance, Bruxelles, 1963 (у співавторстві з Робером Кляйном)
- Les Arts de l'Italie, Paris, PUF, 1963, 2 vol.
- Le Grand Atelier d'Italie, 1460—1500, Gallimard, 1965.
- Renaissance méridionale, 1460—1500, Gallimard, 1965.
- Nicolas de Staël, Paris, Le Temps, 1968.
- Le Mythe de la Renaissance, 1420—1520, Genève, Skira, 1969.
- La Crise de la Renaissance, 1520—1600, Genève, Skira, 1969.
- Staël, l'artiste et l'oeuvre, Saint-Paul-de-Vence, Fondation Maeght, 1972.
- Fables, formes, figures, Paris, Flammarion, 1978, 2 vol.
- L'Image dans le miroir, Paris, Gallimard, 1980.
- Grotesque, l'Arpenteur, 1980.
- Chronique de la peinture italienne à la Renaissance, 1250—1580, Fribourg, Office du Livre, 1983.
- The Sack of Rome, 1527, Princeton, Princeton UP, 1983 (фр. вид .: Le Sac de Rome, тисяча п'ятсот двадцять сім: du premier maniérisme à la Contre-réforme, Paris, Gallimard, 1984)
- Léon Gischia: rétrospective, 1917—1985 / Ante Glibota (dir.), Textes d'André Chastel, Paris, Paris Art Center, 1985.
- L'Illustre incomprise, Mona Lisa, Paris, Gallimard, 1988.

## Посмертні видання
- Introduction à l'histoire de l'art français, Paris, Flammarion, 1993.
- L'Art français, Paris, Flammarion, 1993—1996, 4 vol.
- La Pala ou le retable italien des origines à 1500, avec le concours de Christiane Lorgues-Lapouge, préface d'Enrico Castelnuovo, Paris, Liana Levi, 1993 (перевид. 2005, ит. пер.)
- Palladiana, Paris, Gallimard, 1995
- La Gloire de Raphaël ou le triomphe d' Éros, Paris, Réunion des musées nationaux, 1995.
- L'Italie et Byzance / Ed. établie par Christiane Lorgues-Lapouge, Paris, Éditions de Fallois, 1999..